# Burkersdorf (Tegau)
Burkersdorf ist ein Ortsteil der Gemeinde Tegau im Saale-Orla-Kreis in Thüringen.

## Geografie
Burkersdorf befindet sich östlich von Tegau und ist über eine Ortsverbindungsstraße an die Bundesstraße 2 bei Tegau angebunden. Die muldenartige Flur ist kupiert und gehört zum Südostthüringer Schiefergebirge.
Mit einer Buslinie von KomBus hat Burkersdorf Anschluss an den Kernort Tegau sowie an die Städte Jena, Neustadt an der Orla, Schleiz und Stadtroda.

## Geschichte
Die urkundliche Ersterwähnung von Burkersdorf erfolgte am 19. Oktober 1594. Die Bauern des Ortes gingen auch den ostdeutschen Weg und fanden nach der Wiedervereinigung Deutschlands Formen der Weiterarbeit auf dem Lande. In der Flur von Burkersdorf ist eine Versuchsstation für die Bauern dieser Lagen eingerichtet, um die günstigsten Ertragsmöglichkeiten zu untersuchen.